# Museu Nacional de Belles Arts de Chișinău
El Museu Nacional de Belles Arts (en romanès: Muzeul Național de Artă) és un museu de Chișinău, Moldàvia, fundat el novembre de 1939 per Alexandru Plămădeală i Auguste Baillayre.

## Visió general

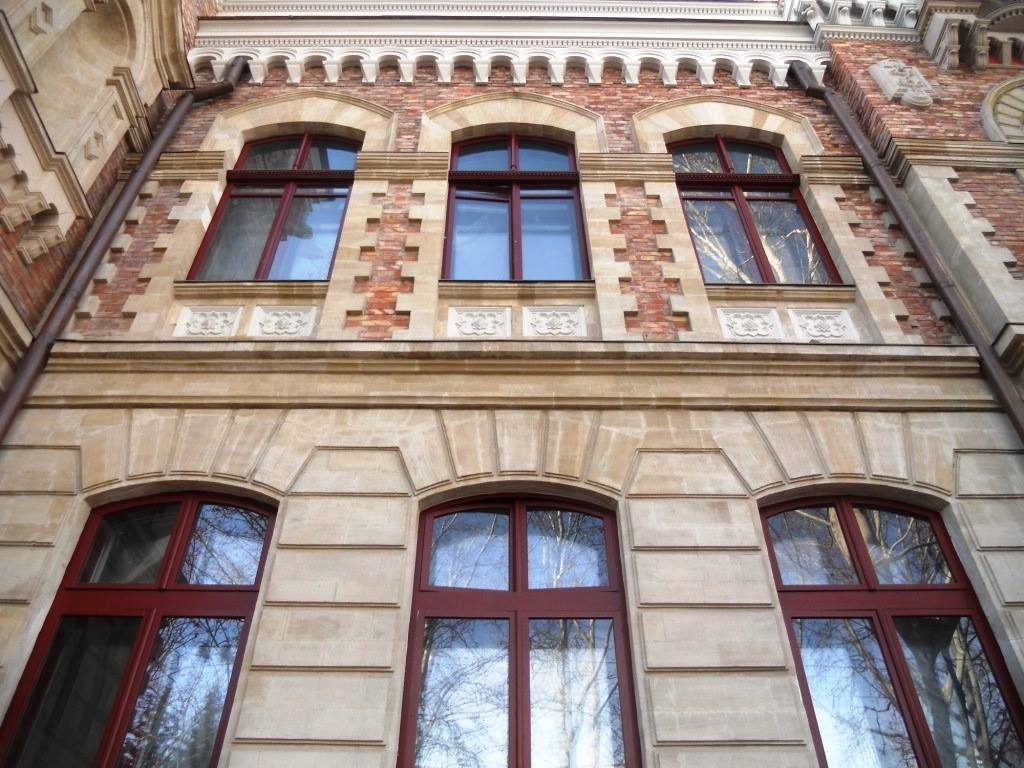
Edifici principal del museu

L'any 1939, l'escultor Alexandru Plămădeală va seleccionar unes 160 obres d'artistes basarabis i romanesos per tal de muntar la primera galeria de fotos de Chisinau el director de la qual va ser Auguste Baillayre, pintor i professor de l'Ecole de Belle Art de Chisinau. El 26 de novembre de 1939 es va inaugurar el primer museu de belles arts del Bassàrab; el seu successor esdevé el Museu Nacional d'Art de Moldàvia. En els primers dies de la Segona Guerra Mundial, les peces d'art exposades a la Galeria, juntament amb d'altres donades pel Ministeri de Cultura i Cultes de Romania, van ser carregades en dos camions i lliurades a Kharkiv ; el destí d'aquestes col·leccions segueix sent desconegut fins a l'actualitat.

### Edifici
L'edifici del museu (arquitecte Alexander Bernardazzi) és un monument a Moldàvia. Abans era conegut com el gimnàs femení de Dadiani.
Un altre departament del museu es troba a la Casa Herța (vila urbana), l'avinguda Ștefan cel Mare i Sfînt.

## Exposicions individuals
El museu té exposicions generals i específiques. Ada Zevin va ser una de les persones amb exposicions individuals el 1960, 1970 i 1980.

## Obres d'art seleccionades
- Plămădeală Alexandru, 1888-1940, Self-portrait
- Lidia Arionescu Baillayre, 1880-1923 Retrat d'una dona, 1904
- V. I. Surikov (1848-1916), Estudi per la pintura de l'Anunciació
- I. I. Xixkin (1832-1898). Pines
- J. Jordaens (1563 – 1678), Educació de Jupiter
- Józef Oleszkiewicz (1777-1830), Retrat de PV Meatlev, 1825
- Federico Ruiz (1837-1868), Emperor Franz Joseph I

### Impressions seleccionades
- Tsukioka (Taiso) Yoshitoshi (1839-1892), La lluna a la muntanya Jiming, 1886
- Utagawa Kunisada (1786-1864), Hiroshige II (Shigenobu) (1826-1869), Districte del plaer de Nagasaki Maruyama, 1861
- Utagawa Kunisada (1786-1864), Genji, modern admirant com floreixen els cirerers, 1859
- Utagawa Hiroshige (1797-1885), Hashirii Teahouse
- Toyohara Kunichika (1835-1900), Nakamura Shikan as Gen'emon, Onoe Kikugorō as Bantō Zenroku
- Albrecht Dürer (1471-1528), Escape to Egypt
- Albrecht Dürer (1471-1528), Retrat de Bilibaldi Pirkeymheri